# 日本熊森協会
一般財団法人日本熊森協会（にほんくまもりきょうかい、英:Japan Bear & Forest Society（JBFS））は、クマをシンボルに奥山水源の森の保全・再生に取り組んでいる全国組織の実践自然保護団体である。本部は兵庫県西宮市分銅町に所在する。
クマを運動のシンボルとしているが、クマだけの保護を目的としている団体ではない。

## 歴史
- 1992年 - 兵庫県尼崎市立武庫東中学校の生徒がツキノワグマの保護を訴えるために始めた自然保護団体が前身[3][4]。生徒たちの代表が兵庫県知事貝原俊民（当時）に直訴したり、明仁天皇・皇后美智子（いずれも当時）に手紙を書くといった活動を行った。1994年5月に環境庁長官浜四津敏子が兵庫県ツキノワグマの狩猟禁止を発表したのは、それらの活動の結果であると日本熊森協会は主張している[3]。

- 1997年 - 武庫東中の理科教師であった森山まり子（大阪教育大学出身[4]）が[5]元教え子とともに日本熊森協会を設立[3]。
- 2000年 - 特殊法人環境事業団（現・独立行政法人環境再生保全機構）による地球環境基金から助成を受ける[6]。
- 2002年 - 兵庫県西宮市に事務所を設置[4]。
- 2004年 - クマの出没が社会問題となり、熊森協会の「どんぐり運び」が注目を集める。この頃の会員は3600人[7]。
- 2006年3月 - 熊森協会が行っていたトラスト活動を法人化するため、特定非営利活動法人奥山保全トラストを設立。
- 2007年10月 - 会員数が10,000に達する。
- 2008年
  - 3月 - 会員数が15,000に達する。社団法人倫理研究所・地球倫理推進賞（国内部門）を受賞[8]、同時に渡海紀三朗文部科学大臣から文部科学大臣奨励賞が授与された[9]。
  - 10月 - 会員数が20,000に達する。
- 2010年
  - 2月 - 日本奥山保全・復元学会（学会長・森山まり子）を設立[10]。
  - 3月 - 民主党農林水産議員政策研究会で森山会長が基調講演を行う[11]。
  - 7月 - 会員数が25,000に達する。
  - 11月 - 同年夏以降の熊森協会による働きかけを受け、超党派の国会議員による奥山水源の森 保全・再生議員連盟（会長・前田武志民主党参議院議員）が設立される。設立総会には「自然保護団体の代表」として当会会長が招かれた。
  - 12月 - 一般財団法人として法人格取得[12][13]。
- 2011年
  - 5月 - 一般財団法人化を祝し、第14回くまもり全国総会が実施される。企画推進局長より今までの任意団体から財産及び活動を引継ぎ、8月1日から本格的に一般財団法人として活動を始めると発表があった[14]。
  - 7月 - 会員数が27,200に達する[15]。
  - 10月 - 北海道初緊急くまもり集会（札幌）「第1回 ヒグマを守るつどい」が実施された[16]。質疑応答にて、講演者の門崎允昭（熊森協会顧問北海道野生動物研究所所長）はヒグマにドングリ運びは不要と明言した[17]。
  - 10月 - 会員数が23,000となる。一般財団法人化のため会員資格を変更したことに伴う減少[18]。
- 2012年
  - 2月 - 日本奥山保全・復元学会が2011年に閉会されていたことが学会公式サイトにおいてのみ告知された[19]。同時に協会公式サイトのリンクページから同学会へのリンクが削除され、奥山水源の森 保全・再生議員連盟も同様にリンクが削除された[20]。
  - 6月 -
    - 秋田八幡平クマ牧場に対するクマ基金の設立表明及び寄付の呼びかけ開始[21]。八幡平クマ牧場クマ終生保護飼育を願うオール日本救命委員会（日本熊森協会内）として、秋田県知事、鹿角市長へのクマ救命の嘆願署名を呼びかける[22]。
    - 岐阜支部岐阜地区の「炭まきによる森林回復事業」が岐阜県の「清流の国ぎふ森林・環境税」[23]を活用した提案事業[24]に採択され補助金が交付されることになった[25]。

  - 7月 - クマ（ヒグマ）の目撃が相次ぐ札幌市に対し、森山会長と門崎顧問（北海道野生動物研究所所長）が捕獲ではなく電気柵を設置するなど住み分けに力をいれるようにと提言書[26]を手渡した[27]。その後の記者会見で「ヒグマの食性は植物食中心」、「ヒグマは人を襲わない」とヒグマの習性や北海道に生息しているエゾヒグマの習性に対する一般的な認識と異なる主張をした[28]。
  - 8月 -
    - 八幡平クマ牧場クマ終生保護飼育を願うオール日本救命委員会のWebサイトを開設する[29]。基金の目標はサンクチュアリ設置に必要となる1億円。9月13日現在、寄付額は1,055万円となっている[30]。
    - 奥山の実態を調査する日本奥山学会を、研究者ら15名の賛同が得られたことから設立した[31]。8月26日には協会顧問の西川節行の指導により第1回研究発表会が開催された。研究者3名及び熊森協会スタッフ3名から発表があった[32]。
- 2013年
  - 1月 -
    - 日本奥山学会の公式サイトが公開された[33]。会長の設立挨拶、設立趣意書[34]、学会員・論文の募集などが公表されている。
    - 会員数は20,000人となる[35]。

  - 4月 - 2010年11月に結成され[36]、2年半活動を行った埼玉県支部が解散した[37]。
  - 8月 -
    - 環境省主催の「狩猟の魅力まるわかりフォーラム」栃木県（会場:宇都宮大学）[38]において、会場近くで開催に反対する抗議活動を行った[39][40]。
    - 日本熊森協会が事務局をつとめる「びわこ水源の森・巨木トラスト基金」[41]が約1月半で目標額960万円を上回る募金を達成する[42]。

  - 10月 - 民事裁判（平成23年(わ)第821号所有権確認等請求事件）の合意に基づき、びわこ水源の森・巨木トラスト基金を財源として伐採業者から巨木を買い取り、日本熊森協会がトチノキなどの所有権を譲り受けた[43]。伐採業者は合意書を締結した同日付けで訴訟を取り下げた[44][45]。
- 2014年
  - 3月 - 公益財団法人化する前提で、一般財団法人奥山保全トラストを設立する[46]。兵庫県戸倉トラスト地が特定非営利活動法人奥山保全トラストから移管された。
  - 8月 - 大阪府庁に対する大阪府豊能郡豊能町で錯誤捕獲されたクマへの要望の際、従前と異なり自らを「日本で最大のクマ保護団体」であると主張する[47]。
  - 10月 - 大阪府豊能郡豊能町で錯誤捕獲されたクマを引き取り、大阪府内に新たな施設を設けて飼育することになった[48][49][50]。協会が野生のクマを終生飼養のために引き取ること、そのための施設を設けることは初のこととなる。
  - 11月 - 協会公式サイトにおいて、大阪府豊能郡豊能町で錯誤捕獲されたクマを保護飼育するための獣舎建設資金を集めるため、募金の呼びかけを始めた[51]。
- 2015年2月 - 一般財団法人奥山保全トラストが公益財団法人に移行する[52]。
- 2017年10月 -「根絶殺害に近い」と秋田県の佐竹敬久知事に有害駆除と冬の猟の中止を強く求める要望書を提出した。[53]
- 2020年5月 - 前年に新潟県南魚沼市で捕獲され、熊森協会が引き取ったツキノワグマの親子3頭を南魚沼市の住民の合意なく同市と群馬県の境の付近で放獣したとされているが、熊森協会側はこれについて「南魚沼市の了承を得て進めていたこと」としている[54]。

## 組織
- 会長:  室谷悠子
- 副会長: 和田有一朗（兵庫県議会議員、神戸市垂水区選出、教育再生・地方議員百人と市民の会理事・草莽全国地方議員の会会員[55]。2011年9月から室谷悠子（前企画推進局長、弁護士[56]）が副会長に就任する[57]。

- NPO法人奥山保全トラスト - 3代目理事長は大内義栄[58]。2010年10月現在、合計1,944ha（5,880,600坪）購入している[53]。兵庫県戸倉トラスト地が公益財団法人奥山保全トラストの前身である一般財団法人奥山保全トラストに移管された。取得されたトラスト地は公益財団法人奥山保全トラストへ引き継がれる予定[52]。
- 公益財団法人奥山保全トラスト（室谷悠子理事長）[52] 奥山保全トラスト活動を公益財団法人化するため一般財団法人を経て設立。NPO法人奥山保全トラストのトラスト地を引き継ぐ予定。
- 地方組織: 全国20あまりの県に支部を持つ。兵庫県・大阪府・奈良県には1府県内に複数の地区組織がある[59]。岐阜県支部には1つの地区組織がある[60]。

福島県支部、静岡県支部、愛知県支部、埼玉県支部など廃止されている支部も複数存在する。
- 主な顧問[61]
  - 国会議員（元職を含む）: 保利耕輔・鳩山邦夫・大前繁雄・赤松正雄
  - 知事（元職を含む）: 貝原俊民（元兵庫県知事）
  - 研究者:安田喜憲（国際日本文化研究センター教授）・宮澤正義（野生動物研究者）・門崎允昭（北海道野生動物研究所所長）・西川節行（元広島大学総合科学部教授）
  - その他: 小林隆彰（比叡山延暦寺学問所長）・中山靖雄（財団法人修養団常務理事・伊勢道場長）
- 日本奥山保全・復元学会（森山まり子会長・室谷悠子副会長）- 発起人、役員等が日本熊森協会関係者で構成されていた。2012年2月、2011年に閉会した旨、公式サイトにおいてのみ告知された[62]。
- 日本奥山学会（森山まり子会長）- 上記日本奥山保全・復元学会と同様の趣旨で2012年8月に設立された団体。設立趣意書によると日本学術会議協力学術研究団体への登録を目指すとされている。

## 理念と主要な活動
以下のような主張が基本的な理念として挙げられている。
- 「自然」とは「人間が手をつけていないもの」であり、「自然保護」とは「手付かずで残す」ことである[63]。
- バランスが崩れた自然を元に戻すには、自然の力に任せるのが最良かつ唯一の方法であり、いわゆる「保護」「管理」は、自然保護ではなく自然に敵対する行為だ[63]。
- 他の先進国と異なり、日本には一定以上の奥地を「奥山」と呼んで立ち入らず、原生林を残す古来からの伝統があった。この伝統こそ「真の自然保護」であり、日本人は自然との共生に成功してきた。戦前まではクマをはじめとする大型野生鳥獣のすむ保水力抜群の豊かな森が全国に残っていた[64]。
- 戦後の開発や拡大造林により奥山は人工林に転換され、その後の林業不振により放置された人工林は、生物に乏しく土壌が流出し保水力もない森と化し、さらに地球温暖化によりダメージを受けている（奥山の荒廃）。上記の結果として、クマの人里出没、山の保水力低下による渇水と土砂災害が引き起こされている[64]。
- 「森＝動物＋植物」という考え方を提唱し、クマをアンブレラ種[65]と捉え、クマが住める森がよい森としている[66]。

法人格取得後の目的は以下の通りである。
野生動植物の保全活動等を実践することにより、大型野生動物及びその生息する保水力豊かな森林環境を保全し、もって人間と動物が共生可能な環境を次世代に承継すること。
以下の活動を行っている。
1. 野生動物保護活動
  - クマ保護活動: どんぐり運び（後述）の他、有害鳥獣捕獲による捕殺に反対している。NPO法人奥山保全トラストによる広大なトラスト地に、錯誤捕獲や有害鳥獣捕獲によって捕獲されて地元で放獣できないクマを搬送して放獣する考えがあることを表明している[67]。しかし地域個体群を考慮しない他の生息地からの放獣の方針は日本哺乳類学会長の織田銑一も否定的な考えを示しており[68]、実現に至っていない[67]。
  - シカ問題: 熊森協会は、近年のニホンジカ被害増加は、奥山の生育地が失われて人里に追いやられた結果であるとしている[69]。
  - 外来動物の生命尊重[70][71]: 熊森協会によると、現在の国の外来種対策（生物多様性条約（CBD）に基づいた外来生物法など）は「外来種輸入の規制をせず、野生化した外来種を根絶殺害するもの」であり、野生化した外来種は駆除せず、生態系の一員として認めることを提唱している。外来生物法の大幅な改正により、外来種対策としての駆除の廃止と飼養規制の緩和を求めている。
2. 奥山の保全・再生・復元など[6]
  - 奥山保全トラスト: 2006年に設立したNPO法人奥山保全トラストによるナショナルトラスト運動。所有者から山林を購入し、自然林は永久保存を、人工林・二次林は自然林の再生を目指すもの。「完全民間で 奥山自然林を大規模に買い取り、聖域化」を目指す[58]。2010年10月現在、合計1,944ha（5,880,600坪）購入している[53]。
  - スギ・ヒノキ植林からの広葉樹林の復元[6]: 2009年までは、スギ・ヒノキの過半を伐採し（強度間伐）、ドングリ類などを植樹することで広葉樹林化を目指した[72]。2010年以降は、スギ・ヒノキの樹幹を帯状に剥くことで枯死させ、放置する方法（「皮むき間伐」）も採用している
  - 広葉樹植樹地を水源林とした農薬・化学肥料を使わない農業の実践（「くまもり自然農」）
3. 広報活動: 学校現場などでの環境教育・原生林ツアー・出版物・広報紙の発行・講演など。2010年から兵庫県教育委員会の後援を受け小中学生を対象に、森山会長と宮澤顧問の著書を課題図書とした「くまもり読書感想コンクール」を開催している[73]。
4. 政策提言: ウェブサイトにおける意見表明、自治体の自然保護に関する検討会・審議会委員を務める、パブリックコメントの提出、国会議員・自治体の長へのロビー活動など
5. 太郎と花子のファンクラブ:有志が引き取った2頭のツキノワグマの飼育についてエサ代や飼育手伝いで協力している[74]。

法人格取得後の事業は以下の通りである
1. 動物と人間の共生に関する理解を深め、支援を得るための野生動植物保護活動
2. 環境を保全・再生するための実践活動
3. 本財団の活動を広く周知するための広報活動
4. 法政策上の課題に関する提案をするための政策提言
5. 豊かな自然環境を永久に保全するためのナショナル・トラスト活動
6. その他、本財団の目的を達成するために必要な事業

くまもり活動として、地元と都市が力を合わせ、奥山水源の森保全・再生活動・野生生物保護活動を全国各地で展開している。活動の内容は次の通り。
1. クマの棲める豊かな森再生活動
  - 人工林の強度間伐
2. 行政への働きかけ
  - クマの狩猟を禁止する
  - 駆除・個体数調整の原則禁止
  - 奥山放獣体制の完備
  - 電気柵を用いた防除強化
  - 犬を放すなどの追い払いにより、殺さない対応
3. クマレスキュー活動
  - クマを殺さずに農業被害や人身事故の問題を解決するための活動。イノシシ罠に誤捕獲されたクマを、食べ物のある奥山の森に放獣する。とされているが具体的にクマの個体を奥山に放獣した実績は皆無[76]である。
4. ナショナル・トラスト
5. 環境教育
6. くまもり自然農塾

公式サイトで公開されているリーフレット日本熊森協会紹介チラシ（A4三つ折り）に記載のくまもり活動において、クマレスキュー活動は削除されている。

## ドングリ運び
人里へのツキノワグマの大量出没が社会問題となった2004年・2006年・2010年に、会員や一般に募集して集めた都市の公園樹（カシ類・ナラ類・シイなど）のドングリやクリ、カキを山に運びこむ大規模な活動を行った。協会はこの活動を「どんぐり運び」「ドングリ運び」と呼び、一部の支部は「ドンプレ」（ドングリ・プレゼントの略）と呼ぶ。
協会によると、ブナ・ミズナラの凶作により食べもののないクマなどの動物を救い、飢えた動物が人里へ出没して駆除されることを防ぐことが目的だという。ドングリ運びが全国民の運動となれば効果が明確になり、クマの保全と住民の安全につながり、授業・学校行事等の一環としてドングリ集めをすることで教育的な効果も期待できるとしている。協会によると、奥山近くの集落の住民は、凶作年には、集落の周りに植えたカキやクリの果実をクマに自由に食べさせており、ドングリ運びは「祖先伝来の分かち合いの精神」だという。

### ドングリ運びの経緯・内容
のちに協会顧問となる東山省三が1990年代までに紀伊山地でドングリ運びを含むツキノワグマ保護活動を始めており、2002-2004年には「紀伊半島自然保護ネットワーク・くまだなの会」が紀伊山地の奥山に定置した給餌台にドングリなどを運び込む活動を行っていた。
熊森協会も2001年までに「都会の公園のドングリを、飢えに苦しむ動物たちが待つ奥山へ」と号して兵庫県などでドングリ運びを開始し、2002年にも行っているにも行っている。2004年から全国に呼び掛けてドングリを集め、マスコミの報道もあって注目を集めるようになった。2010年、2004年、2006年についで3度目のドングリ運びを実施した。規模は拡大の一途をたどっており、2010年には、運び込んだドングリの量は石川県支部だけでも6t超、富山県で4tに達した。また、2010年には車の入れない奥地へのヘリコプターを使用した空輸を行っている。
2006年までは「奥地に入ってクマの痕跡を調べ、通り道にドングリを置いている」「あくまで凶作年の緊急避難的措置」としていた。しかし、2010年からは、活動の内容に次のような大きな変更を加えた。
- 「既に奥山からクマが出て行ってしまった」として、林道終点や集落裏山など「地元住民が通らないだろうと判断した場所」にも置く[77][94]。
- 「熊森協会が送った都会のドングリを地元の役場などが集落の裏に運搬する」というクマ出没の解決策を地元市町村に提案する。
- 凶作年の翌春にもドングリ運びを行う[95][96]。

### 生態系への影響などに対する懸念
どんぐり運びの生態系に与える影響や効果が未検証であることを懸念する意見もある。
- 他地域のドングリや自生しないドングリ、さらにドングリに寄生するゾウムシ等の幼虫・菌類・細菌が生きたまま森林生態系に持ち込まれている。このことは、本来分布しない生物の侵入（国内外来生物）につながる可能性がある。また、同じ種が分布している場合は、他地域から持ち込まれた個体が以前から自生していた個体と入れ混じり、場合によっては交雑して、地域間の遺伝的な差異（地理的変異）を撹乱する（遺伝子撹乱または遺伝的撹乱）危険性がある[97]。協会は2004年のどんぐり運びにおいては「集めたドングリを一昼夜水に浸してから山に置く」としていた[98]が、この論文では、浸水処理の後も多くのドングリの発芽力が保たれ、寄生昆虫の生存率も高いことが示されている。協会は2006年・2010年のどんぐり運びでは浸水処理は行っていない[99]。

1. 人間の匂いのついたドングリを（時には人里近くで）食べることで、クマが人里に下りてくるのを逆に誘発し、「餌付け」と同じ効果をもたらすのではないか[100]、という懸念がもたれている。
2. ブナ・ミズナラを含めた果実の豊凶は、植物にとって動物にドングリを食べ尽くされないようにする機能があるという説がある（種子捕食者飽和仮説）[101][102]。

### 日本熊森協会の反論
前項の問題点の一部は、国内百数十の自然保護団体が加盟する「野生生物保護法制定をめざす全国ネットワーク」（日本熊森協会も加盟している）によるで指摘された。協会は『ドングリをまくことの是非』を、日本の奥山・野生動物の現状を知らない「研究者と呼ばれる人」（原文ママ）や一部自然保護団体によるもの、と推定し、
- スギ・ヒノキ林や里山の雑木林は「遺伝子攪乱され終わった」（原文ママ）林であり、地球温暖化の影響も受けているので、「自然」ではないし、これ以上の遺伝子撹乱は起こりえない（ただし、2010年11月24日に協会がヘリコプターでドングリ1トンを空輸した先は奥山保全トラストが手つかずで自然のまま永久保全する「原生林」として購入した富山県上市町の山林である[104]。）[105][106]。
- 運び込んだドングリが発芽したのを見たことがない[107]。
- 餌付けは動物を人間の元に呼び寄せるために行うものであり、人里に来ないようにするために行うドングリ運びは餌付けではない
- ごくわずかな問題があることを100%否定はできないが、緊急避難的措置として行っている。

と反論した（2004年11月）。さらに、2010年10月には「協会は現地を歩いて検証し、膨大なデータを持っている。ほとんど問題がないことは証明済みである。」「批判は生態系に対する無知と無責任によるもの。」「対案も示さず、実際に行動もしないで批判するのは恥ずべき行為であり、批判をする前に根本原因の解決に励むべきである。」「熊森協会だけの力では焼け石に水である、という批判は納得できる。これからは、国を挙げての大運動になることを目指す。」と結論した。
これらの結論に対しても次のような疑問が投げかけられている。
- 運び込まれたドングリが発芽しないとは言い切れない（ただし、2001年のドングリ運びで置いたドングリが、2002年初めに発芽しているのを協会員が確認している[87]。
- 専門家が実際に行動を起こさないのは、熊だけでなくその地域に住む様々な動物や植生に影響を与える可能性があり、まだまだ議論し対策を吟味すべきと判断している為である。決して、批判だけを行っているわけではない[108][109]。
- 熊に傾倒しすぎており、他の動物の事を考えていないのではないかという声も存在する[109]。
- 協会が主張する膨大なデータ及びそれを取りまとめた成果物等が公に発表されていないので、証明済みとは未だ断言できないのではないか。
- 安易に大幅な介入を行うことで、逆に生態系が破壊されてしまう事例も存在する。熊森協会のどんぐりプレゼントは生態学的にその危険性が非常に高い[108][109][110]。

### 研究者・自然保護団体の反応
ドングリ運びに対しては、何人かの研究者が批判している。保科英人は全国から集めたドングリを散布することは、ドングリ自体や内部に潜む昆虫による遺伝子撹乱の危険性（例えば九州からの種と交雑が起きた場合、寒さへの耐性が落ちてしまう）及び散布する行為自体に反対した。。横浜国立大学の松田裕之は餌を与えることが結果的に捕殺されるクマが増加すると指摘した。日本ツキノワグマ研究所は、クマは青いドングリを好み、置いたドングリは食べないと述べ凶作の年にドングリをまくことに反対した。
2010年11月に東京で行われたナキウサギの鳴く里づくりプロジェクト協議会主催の「野生動物への餌づけを考える」シンポジウムにおいて、パネルディスカッションの話題でツキノワグマへの山中におけるドングリ給餌についても取り上げられた。山中へのドングリ運びについては遺伝子汚染のおそれ、人身事故の危険性、費用対効果などが指摘された。他には凶作のときにのみ餌付けするなどの対症療法と、無条件に毎年餌付けすることは分けて考えるべきという意見が出された。

### 行政・マスコミの反応
行政側には賛否の両論がある。環境省は、人里で動物に食物を与えることには否定的な見解を示している。一方、井戸敏三兵庫県知事は環境省の見解を「馬鹿な話」と一蹴し、クマ出没地の地元住民や子どもにも運動を広げてはどうかと提案した。
2004年11月13日の読売新聞で畑正憲は「人里に熊が姿を現すようになったのは、柿の味を覚えたからでドングリを食べないであろう。」と語った。また猟師の家に育った清水国明は「クマはにおいに敏感なので人間の仕業と察知する。」と語った。
2004年・2006年に一部の新聞に掲載された批判的な記事について、協会は「一方の当事者である協会に取材しない無責任な記事」「多数のクマの命を奪った責任がある」として厳しく抗議・責任追及を行った。熊森協会は「クマを悪く報道しない」「現象、正しい原因を報道する」「これからどうすべきか、解決法も報道する」の3点を満たさない場合はマスメディアの取材を受け付けない、としていた。
2011年9月22日に熊森協会は取材受付条件を「1、現象だけでなく、原因も報道してください。」「2、これからどうしていけばいいのか、解決法にもふれてください。」の2点に改定している。

## 研究者に対する見解
熊森協会によると、大学・研究機関の研究者の一部が、外来種問題・クマ対策について、
- データの隠蔽・歪曲を行い、協会の見解と異なる間違った研究結果を発表している
- 背景には、行政・駆除業者と共有する利権がある

として、「正しい情報の提示を」と求めている。
クマの保護管理については地域個体群を単位にして実施されている。人為的な他の個体群への移入について慎重な姿勢の研究者に対し、熊森協会は「人間活動などで分断され生じた地域個体群の固有遺伝子（原文ママ）」を守ることに意義があるのかと疑問を呈している。
クマ関係の公開シンポジウムでは、推定個体数の増加・コナラ林の拡大・栄養状況などドングリ運びの有効性に疑問を投げかけるデータを公表した兵庫県森林動物研究センターの研究者ら（ただし、ドングリ運びそのものには言及しなかった）に対して「研究や現場の実態を非公開にして、結論だけを述べている」と批判して追及の構えを見せた。
国会議員らと共催したシンポジウムにおいて、研究論文を書くために多数のクマの解剖を行いたいと望んでいる研究者がクマ生息推定数を過大算出していると主張した。